# Ромашков, Димитрий Иванович
Дмитрий (Димитрий) Иванович Ромашков (1863 — не ранее 1918) — духовный писатель, священник в Москве. Автор значительного числа публицистических работ на религиозную, историческую и политическую темы.

## Биография
Димитрий Ромашков родился в 1863 году, место его рождения неизвестно (возможно — Москва либо Московская губерния). В 1888—1892 годах получил образование в Московском университете на историко-филологическом факультете, учился также в Московской духовной академии. Был участником монархического движения в Москве.
Дата и место смерти неизвестны.